# マーヴェラス・ナカンバ
マーヴェラス・ナカンバ（Marvelous Nakamba 、1994年1月19日 - ）は、ジンバブエ・北マタベレランド州ワンゲ出身のサッカー選手。ジンバブエ代表。プレミアリーグ・ルートン・タウン所属。ポジションはミッドフィールダー（守備的ミッドフィールダー）。

## 経歴
2010年、16歳の時にバンツー・ローヴァーズFCと契約。
2012年7月、母国を離れフランス・ASナンシーのトライアルに参加。12月に契約を勝ち取った。2014年5月のアンジェSCO戦でトップチームデビュー。
2014年7月、フィテッセのトライアルに参加、翌月4年契約を結んだ。9月のFCドルトレヒト戦で加入後初出場。デ・フラーフスハップ戦で加入後初ゴール。
2019年8月1日、アストン・ヴィラFCへ移籍することが発表された。
2023年1月31日、ルートン・タウンFCにシーズン終了までレンタル移籍。同年7月20日に完全移籍となった。

## 代表歴
2015年6月開催のマラウイ代表戦でA代表初キャップ。

## タイトル
クラブ・ブルッヘ
- ベルギー・ファースト・ディビジョンA: 2017-18[15]